# Chelsea Sodaro
Chelsea Sodaro née Reilly le 9 mai 1989 à Tiburon est une triathlète américaine, vainqueur sur triathlon Ironman 70.3 et championne du monde d'Ironman en 2022.

## Biographie

### Jeunesse
Chelsea Sodaro grandi à Davis en Californie, en pratiquant dans son adolescence le soccer, le natation et la danse classique. Son père est un marathonien amateur dont elle roulait en vélo à côté de lui sur ses courses d'entraînements. Son frère a joué au water-Polo à l'université de Davis. Elle fait ses études à l'université de Californie à Berkeley où après avoir obtenu son diplôme de biologie en 2012, elle se spécialise en athlétisme pour remporter les championnats nationaux du 10 km sur route ,la même année et du 3 km en salle en 2013. À la suite d'une course non qualificative aux sélections olympiques de Rio 2016 sur piste, Chelsea s'est tournée vers le triathlon.

### Carrière en triathlon
À la suite de seulement deux années entraînements au triathlon, Chelsea remporte l'épreuve de coupe du monde à Huatulco au Mexique.
La même année, elle remporte l'Ironman 70.3 d'Indian Wells dans son état de Californie. Elle confirme l'année d'après par trois victoires sur le circuit 70.3 avec un succès à Buenos Aires en Argentine et deux succès aux États-Unis (Augusta et Santa Rosa). La Californienne termine 4e des championnats du monde Ironman 70.3 en 2019 à Nice.
En 2022, elle surprend le monde du triathlon en remportant l'épreuve majeure du triathlon longue distance : le championnat du monde d'Ironman à Kailua-Kona. Elle devance les grandes favorites de la course, la Britannique Lucy Charles-Barclay et l'Allemande championne en 2019, Anne Haug  Chealsa Sodaro qui ne participe qu'au deuxième Ironman de sa carrière et pour la première fois à celui d'Hawaï reprend rapidement Daniela Ryf dans le marathon et se lance à la grande surprise de tous les commentateurs à la poursuite de la première de la course la Britannique Lucy Charles-Barclay. C'est au passage de l'autoroute Queen Ka'ahumanu que la « débutante » (Rookie)  reprend la Britannique et s'installe en tête de la course. Elle conforte sous la chaleur grimpante du circuit pédestre son avance et dispose de cinq minutes sur ses poursuivantes au 32e kilomètres du marathon. Sans faiblir, elle maintient cette avance et passe la ligne en vainqueur en 8 h 33 min 46 s, à la plus grande joie et à la surprise des supporters américains qui voient une native du pays remporter le titre. La dernière victoire d'une native datant de 1995, par sa compatriote Karen Smyers. Offrant pour l'occasion un nouveau titre féminin aux États-Unis, 26 ans après la dernière victoire américaine en 1996, avec Paula Newby-Fraser. Elle s'inscrit également dans l'histoire de la compétition à l'image de Chrissie Wellington, qui en 2000, comme elle, remporte le titre pour sa première participation à cette épreuve internationale,.

### Vie privée
Chelsea Sodaro épouse un ancien athlète de l'Université de Berkeley comme elle, Steven Sodaro en novembre 2015. Elle met une année entre parenthèses pour mettre au monde sa fille prénommée Skye en mars 2021.

## Palmarès en triathlon
Le tableau présente les résultats les plus significatifs (podium) obtenus sur le circuit international de triathlon depuis 2017,,,.
| Année | Compétition                                      | Pays             | Position           | Temps           |
| ----- | ------------------------------------------------ | ---------------- | ------------------ | --------------- |
| 2024  | Ironman - Championnat du monde d'Ironman à Nice  | France           | Médaille de bronze | 9 h 4 min 38 s  |
| 2024  | Ironman Nouvelle-Zélande                         | Nouvelle-Zélande | Médaille d'or      | 8 h 40 min 7 s  |
| 2024  | Ironman 70.3 Tasmanie                            | Australie        | Médaille d'or      | 4 h 18 min 59 s |
| 2023  | Ironman 70.3 Oceanside                           | États-Unis       | Médaille d'argent  | 4 h 9 min 31 s  |
| 2022  | Championnats du monde d'Ironman - Kailua-Kona    | États-Unis       | Médaille d'or      | 8 h 33 min 46 s |
| 2022  | Ironman 70.3 Majorque                            | Espagne          | Médaille de bronze | 4 h 30 min 54 s |
| 2019  | Ironman 70.3 Santa Rosa                          | États-Unis       | Médaille d'or      | 4 h 10 min 57 s |
| 2019  | Ironman 70.3 Augusta                             | États-Unis       | Médaille d'or      | 4 h 7 min 35 s  |
| 2019  | Ironman 70.3 Buenos Aires                        | Argentine        | Médaille d'or      | 4 h 7 min 17 s  |
| 2019  | Ironman 70.3 Indian Wells                        | États-Unis       | Médaille de bronze | 4 h 17 min 48 s |
| 2018  | Coupe Panaméricaine - l'étape sprint de Richmond | États-Unis       | Médaille de bronze | 57 min 40 s     |
| 2018  | Coupe du monde - l'étape sprint de Huatulco      | Mexique          | Médaille d'or      | 1 h 1 min 14 s  |
| 2018  | Ironman 70.3 Indian Wells                        | États-Unis       | Médaille d'or      | 4 h 14 min 29 s |
| 2018  | Ironman 70.3 Waco                                | États-Unis       | Médaille de bronze | 3 h 53 min 25 s |
| 2017  | Coupe Panaméricaine - l'étape sprint de Richmond | États-Unis       | Médaille de bronze | 58 min 47 s     |
| 2017  | Coupe d'Europe - l'étape sprint de Tartu         | Estonie          | Médaille de bronze | 1 h 1 min 54 s  |
| 2017  | Coupe du monde - l'étape sprint de Sarasota      | États-Unis       | Médaille d'argent  | 2 h 5 min 18 s  |

## Records d'athlétisme
| Épreuve       | Épreuve      | Performance    |
| ------------- | ------------ | -------------- |
| 3 000 mètres  | En plein air | 8 min 47 s 34  |
| 5 000 mètres  | En plein air | 15 min 10 s 14 |
| 10 000 mètres | En plein air | 32 min 5 s 84  |